# Prosopocoilus bison
Prosopocoilus bison là một loài bọ cánh cứng trong họ Lucanidae.

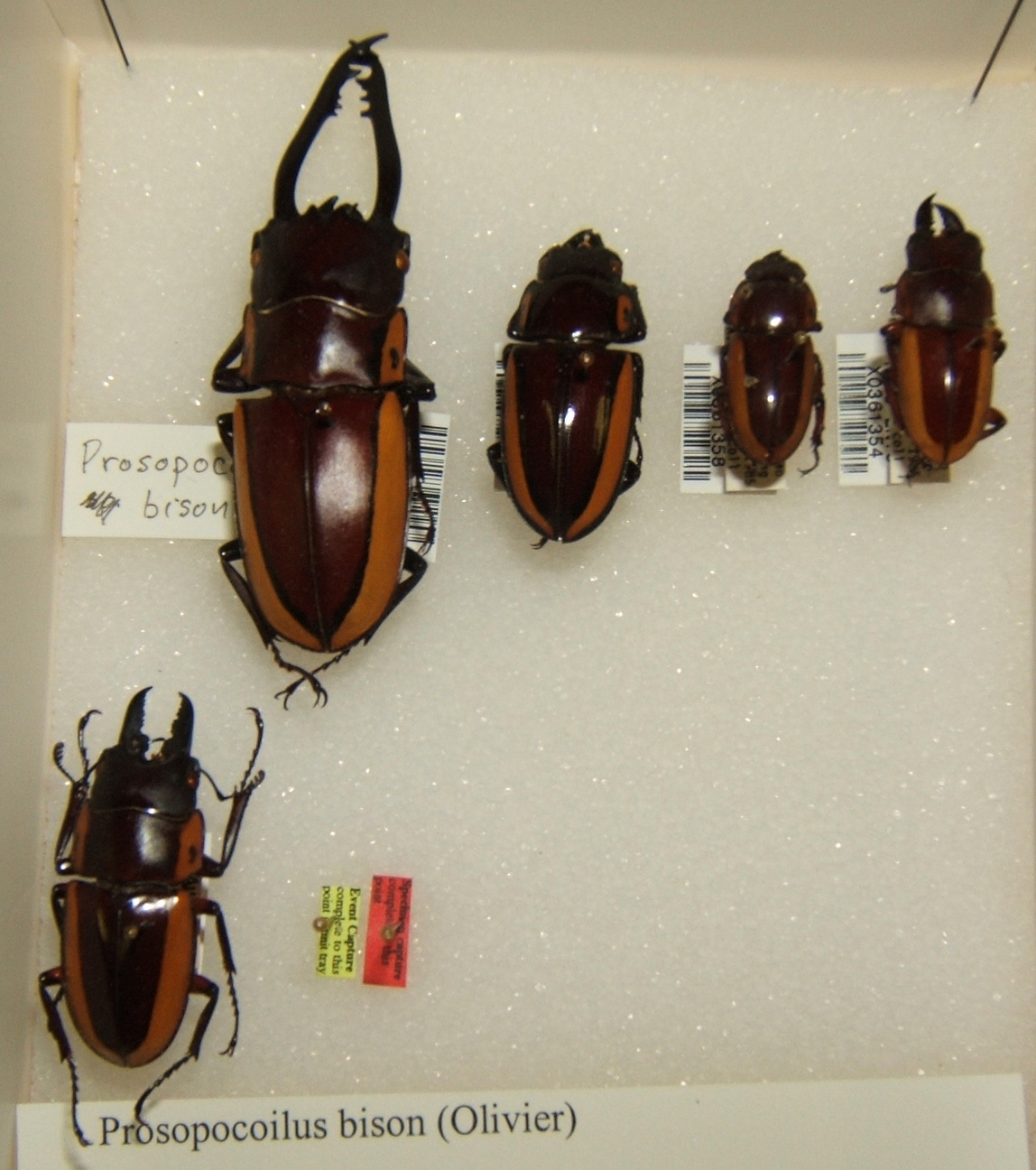
Prosopocoilus bison
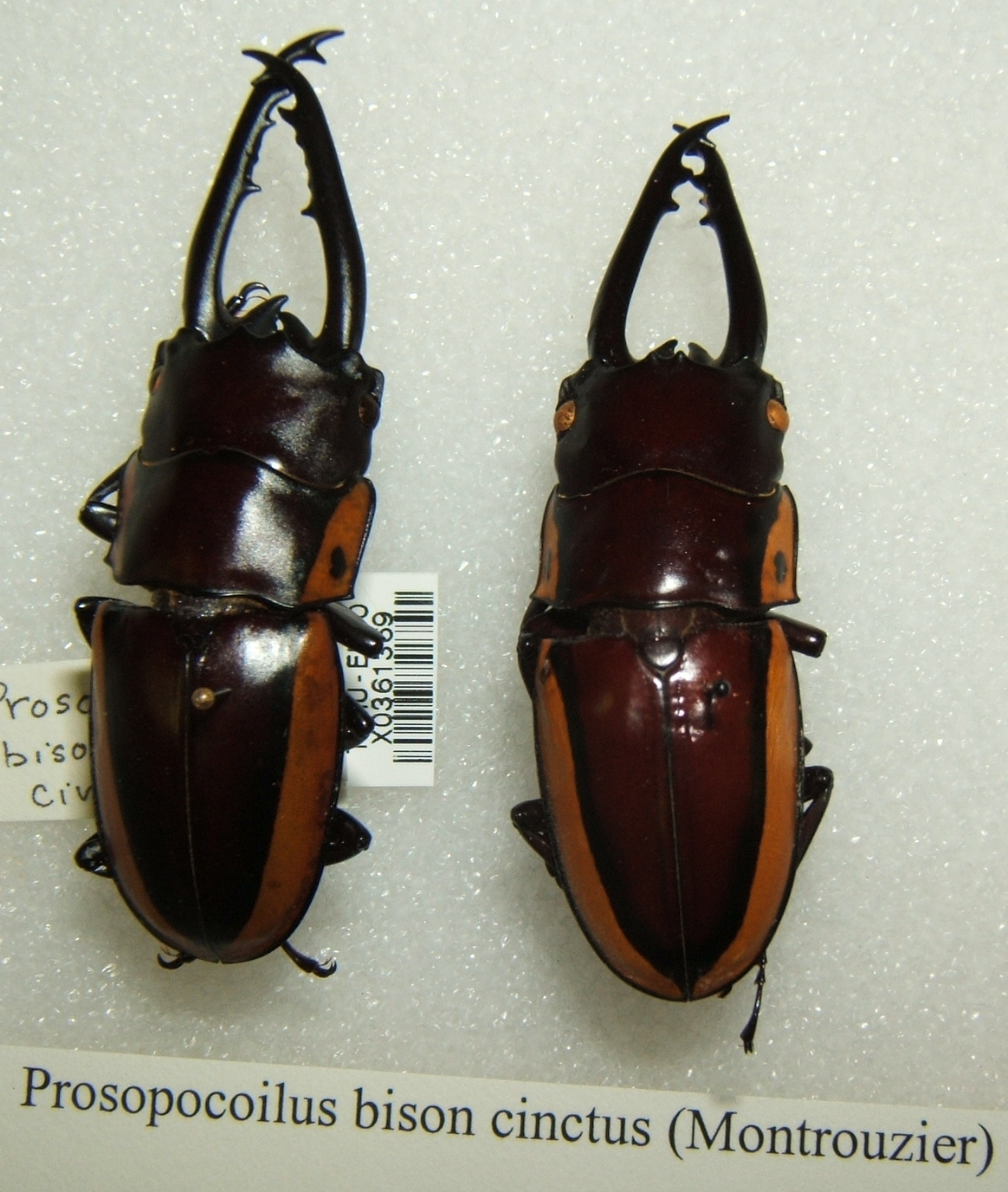
Prosopocoilus bison cinctus